# Đảng Ái quốc Belarus
Đảng Ái quốc Belarus (tiếng Belarus: Беларуская патрыятычная партыя, đã Latinh hoá: Biełaruskaja patryjatyčnaja partyja, BPP) là một đảng chính trị tại Belarus trung thành với Tổng thống Alexander Lukashenko. Nikolai Ulakhovich là người lãnh đạo đảng này.

## Lịch sử
BPP được thành lập năm 1994, và ban đầu được đặt tên là "Phong trào Ái quốc Belarus". Nó giành được một ghế trong vòng thứ hai của cuộc bầu cử quốc hội năm 1995. Nó được đổi tên thành Đảng Ái quốc Belarus năm 1996.
Đảng Ái quốc Belarus bầu Nikolai Ulakhovich làm ứng cử viên cho cuộc tranh cử tổng thống năm 2015. Ulakhovich giành vị trí thứ tư trong số bốn ứng viên với 1,7% số phiếu bầu.
Đảng Ái quốc Belarus là đồng minh với Đảng Cộng sản Belarus.